# آی‌ان‌اس سیندودوج (اس۵۶)
آی‌ان‌اس سیندودوج (اس۵۶) (به انگلیسی: INS Sindhudhvaj (S56)) یک زیردریایی است که طول آن ۷۲٫۶ متر (۲۳۸ فوت) می‌باشد. این زیردریایی در سال ۱۹۸۷ ساخته شد.